# Zok I
Pour les articles homonymes, voir Zok.
Zok I est une localité de la région du Centre au Cameroun, localisée dans la commune de Nkolafamba et le département de la Méfou-et-Afamba.

## Population
En 1965, Zok I comptait 156 habitants, principalement des Bané.
Lors du recensement de 2005, ce nombre s'élevait à 216.